# Vodní kanál Marna–Rýn

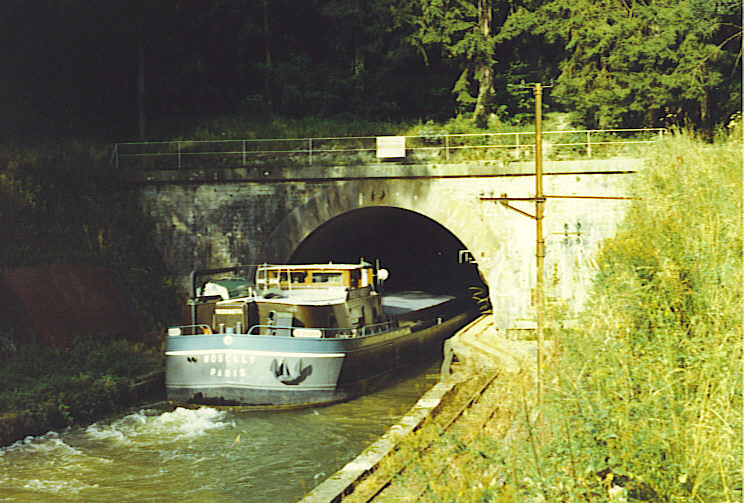
Jeden z tunelů

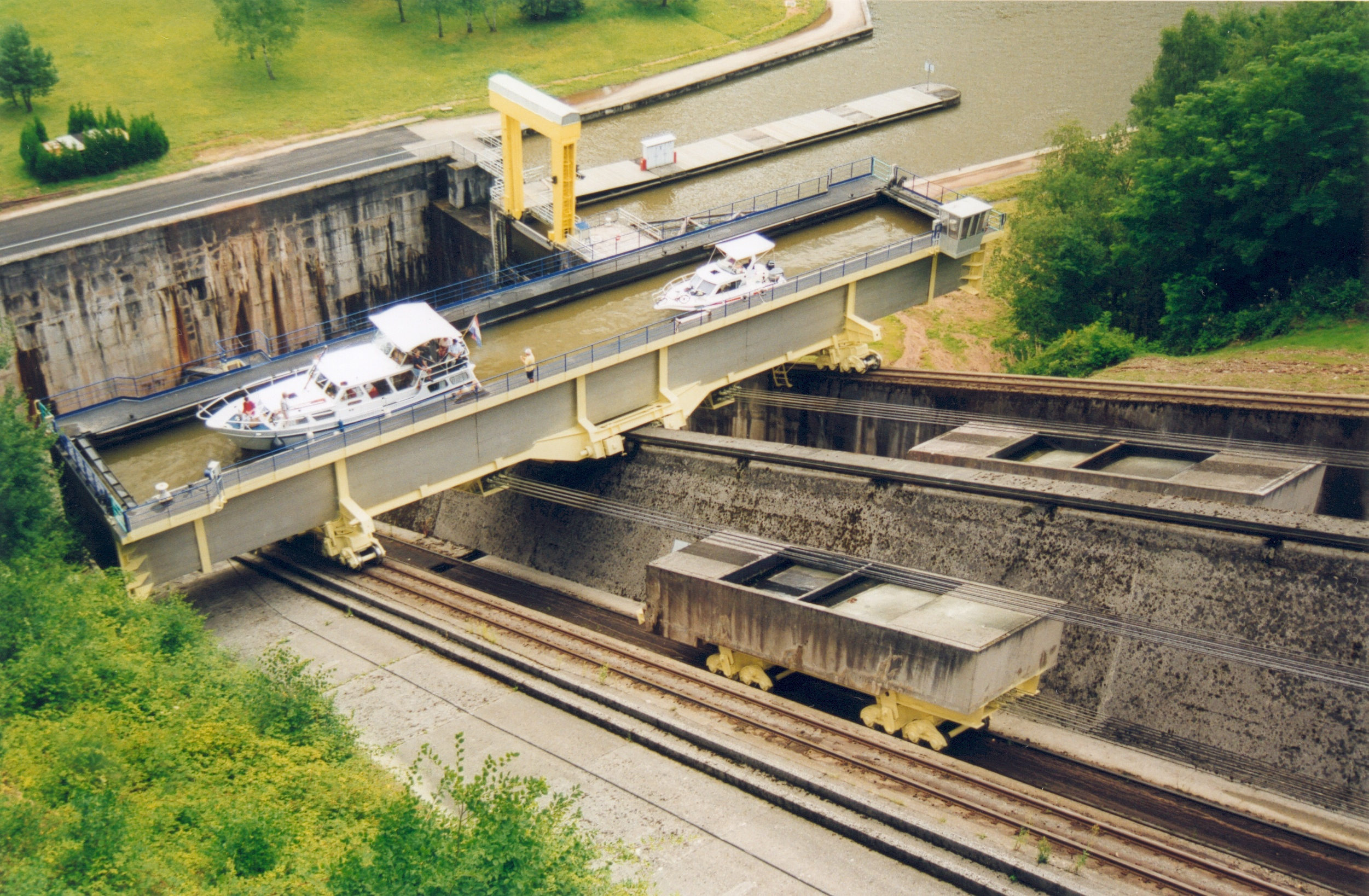
Lodní výtah

Vodní kanál Marna-Rýn (francouzsky Canal de la Marne au Rhin) je průplav spojující řeky Marna, Mosela a Rýn. Umožňuje lodní spojení Paříže s východní Francií a Německem.

## Poloha a využití průplavu
Provoz průplavu byl zahájen v roce 1853. Geograficky spojuje řeku Marna u města Vitry-le-François s řekou Mosela u města Nancy a dále s Rýnem ve Štrasburku. Průplav je 314 km dlouhý a nachází se na něm celkem 178 zdymadel; prochází i dvěma tunely v délce 480 a 2310 metrů. Je vhodný pro malé lodě, jež mohou nést 250–280 tun nákladu.